# Cetatea Heldenburg din Crizbav
Cetatea Heldenburg din Crizbav este un monument istoric aflat pe teritoriul satului Crizbav, comuna Crizbav. În Repertoriul Arheologic Național, monumentul apare cu codul 41051.01.01.